# Spilosoma takamukuana
Spilosoma takamukuana là một loài bướm đêm thuộc phân họ Arctiinae, họ Erebidae.